# Дубрівський заказник
Ду́брівський зака́зник — ландшафтний заказник місцевого значення в Україні. Розташований у межах Жидачівського району Львівської області, між селами Корчівка і Лисків. 
Площа 408,8 га. Оголошено рішенням Львівської облради від 11.02.1997 року № 126. Перебуває у віданні Зарічненської сільської ради. 
Заказник розташований на схилах долини і на заплаві річки Дубравки (притока Свічі).